# Movimiento "Furiosos Ciclistas"
«Furiosos Ciclistas» es un movimiento social instaurado en Chile, en el que a través del uso de la bicicleta busca hacer presión principalmente en las calles de Santiago, y ratificar a la bicicleta como un medio de transporte ideal, en el que sólo pide a sus asociados como requisito el uso de la bicicleta. Este movimiento es un medio para reunir y canalizar las ideas y el trabajo de los bicicleteros. Este movimiento no conoce de jerarquías, por lo tanto, se organiza de forma horizontal, en grupos de trabajo independientes que apuntan a una tarea o área específica (reparaciones, boletín, web, legal, etc.), y se reúnen en distintas asambleas para así acordar temas en común, coordinar actividades, destinar recursos, y colaborar mutuamente con acciones e ideas. Cabe destacar que se reúnen todos los primeros martes de cada mes en Plaza Baquedano como manifestación, contabilizando 288 cicletadas en torno al sector desde su origen
Su nombre se debe a que es un grupo que se encuentra “furioso” con numerosos temas sociales y políticos —como educación, salud, transporte, medio ambiente, congestión vehicular, desigualdad social y de género, etc— y que decide hacer un aporte pedaleando, por eso se llaman “furiosos ciclistas” y no “ciclistas furiosos”.  Dentro de las críticas que realiza el movimiento se encuentra el cuestionamiento a la estructura urbana del país debido a que, según Felipe Alviña y Tomás Campos, autores de “Movimiento Furiosos Ciclistas y su Influencia en la Calidad de Vida en Santiago 1995-2016", solo beneficia a aquellos que tienen la posibilidad de acceder a un automóvil. Bajo la misma lógica, los Furiosos Ciclistas critican cómo la ciudad ampara el mercado automotriz y no considera la bicicleta como un medio de transporte. Otro aspecto que critica este movimiento es la desigualdad en diversos espectros sociales y cómo estas desigualdades golpean de manera colateral al mundo ciclista.

## Historia
El movimiento considera su origen en el año 1995, con una carta compartida al director de un diario. Dentro de esta carta se buscaba entregar conciencia y valorizar este medio de transporte como el ideal para movilizarse por la ciudad. Así fue como se realizaron gestiones con el Alcalde de Las Condes, Joaquín Lavín Infante, para que implementara un estacionamiento de bicicletas en el Metro Escuela Militar, así beneficiaría principalmente a vecinos de Lo Curro, La Dehesa y otros sectores aledaños. Si bien hubo interés por parte de la autoridad, el proyecto finalmente no se llevó a cabo. 
Buscando generar interés por parte de la población, los ciclistas decidieron llevar su caso a los medios, es así como llegan a Canal 11 de la Universidad de Chile (actual Chilevisión), específicamente al programa “Al revés y derecho” conducido por Jorge Rencoret y Lourdes Alfaya. Es en este programa donde el grupo hizo el anuncio de que se realizaría una manifestación todos los primeros martes de cada mes a las 19:30 hrs., esto a raíz del tiempo que les hizo perder el Alcalde de Las Condes. Se reunirían en el Metro Escuela Militar, bajando por Apoquindo, pasando por Providencia, Avenida Libertador Bernardo O’Higgins hasta La Moneda.
En sus primeros años, las cicletadas no eran muy populares y su forma de protesta era violenta. Rompían parabrisas, espejos de los automóviles y escupían a los conductores que fueran hostiles con los ciclistas. También robaban señaléticas. Algunos académicos justifican la violencia por el carácter contracultural del movimiento.
Experimentan cambios luego de que sus principales organizadores dieran cuenta de que una cicletada violenta no generaba mucha empatía con la ciudadanía. Mucho menos lograba promover y reivindicar el uso de la bicicleta. Hubo un cambio en el comportamiento interno del grupo que lo convirtió de un grupo auto-identitario (más cercano a una tribu-urbana) a ser un movimiento social amplio e inclusivo.  
Desde el año 2000 en adelante se impulsaron  proyectos que buscaban instruir sobre el uso de la bicicleta en colegios y empresas.
En 2016 el movimiento cambia en términos de identidad al poseer una base jurídica con el objetivo de que el nombre del movimiento no fuera utilizado por otras agrupaciones minoritarias.
El proyecto OJO CON LAS BICIS impulsado el año 2017, consistió  en repartir gratuitamente stickers autoadhesivos con el propósito de que los conductores y transeúntes pudieran prestar  más atención al ciclista que se mueve por las calles de la ciudad para así intentar reducir el número de accidentes donde este se hace presente. Actualmente las cicletadas son pacíficas, siguen una ruta acordada con las autoridades y los miembros velan para que no se produzcan problemas con peatones o automovilistas.

## Formas de manifestación
Su principal forma de manifestación es recorrer distintas vías principales de la capital en bicicleta. Antes de comenzar el recorrido suelen tocar los timbres de sus bicicletas al unísono. Su pregón de protesta es: “Somos caletas, andamos en bicicleta”. Al ser regularmente miles de ciclistas suelen cortar el tránsito por al menos veinte minutos.  Según palabras de Cesar Garrido (ex vocero del MFC), también han dibujado ciclovías falsas en la ciudad, específicamente en Alameda. Además de las cicletadas, suelen realizar actividades como desayunos comunitarios, jornadas de talleres mecánicos e instructivos de ley de tránsito.

### Influencias tecnológicas del movimiento y Redes Sociales
Durante todo 2020, el colectivo de los Furiosos Ciclistas ha tomado un rol activo a pesar de la complicada situación por la Pandemia de Coronavirus; debido a que la tasa de siniestros viales y ciclistas fallecidos en ellos ha experimentado una fuerte alza a lo largo del año. De hecho, han muerto alrededor de 85 ciclistas en accidentes de tránsito, principalmente en atropellos hasta noviembre de 2020. Es por lo que, el Movimiento de Furiosos Ciclistas ha realizado diversas concentraciones reclamando mayor seguridad en las calles.
Dichas manifestaciones, han sido difundidas en las diversas redes sociales (Facebook, Twitter, Instagram, etc.) mediante el hashtag #NoMasCiclistasMuertos. Llamando a la comunidad ciclista a reclamar soluciones inmediatas al Ministerio de Transportes y diversas autoridades municipales, para que inviertan en seguridad vial y un mayor número de ciclovías disponibles8. Además, el Movimiento de Furiosos Ciclistas (en conjunto con otras agrupaciones similares) han denunciado dentro de sus manifestaciones un cambio de comportamiento por parte de los conductores (especialmente el de choferes de buses), como el exceso de velocidad, la disminución del parque automotriz en las ciudades y el fuerte crecimiento de personas que eligen la bicicleta para transportarse a través de ellas. 
El movimiento ha hecho un uso activo de las redes sociales de las cuales se destaca Twitter (cuenta que registra nueve mil seguidores) en donde anuncian sus cicletadas. La cuenta de Instagram cuenta con 39 mil seguidores. El contenido de esta se enfoca en publicar las futuras convocatorias, noticias en torno al ciclismo, así como también vídeos e imágenes de los participantes a lo largo del país. En Facebook cuentan con 95 mil seguidores. Además, cuentan con un grupo de Whatsapp en el que sus participantes conversan sobre temas relacionados al ciclismo urbano, promocionan productos e incentivan cicletadas.

## Organización del movimiento
La organización cuenta con una amplia cobertura, ya que está presente en muchos países como: Ecuador y México, en donde el movimiento recibe el nombre de Bicitekas. A nivel nacional, existen falanges autónomas del movimientos que se hacen presente en ciudades como: La Serena, Coquimbo, Valparaíso, Talca, Concepción y Temuco.
Este movimiento cuenta con una asamblea, la cual organiza y decide sobre el futuro de la organización. Cualquier persona puede formar parte del movimiento, dado que es de libre participación, sin embargo, para formar parte de la asamblea la persona que desee ingresar debe pasar tres meses en calidad de voluntario. Cumplido ese tiempo la asamblea delibera si el postulante formará parte de la asamblea. Este órgano toma decisiones de manera democrática, en donde todos los miembros votan en favor o en contra la realización de algún proyecto. 
La manifestación más importante, es la del primer martes del mes en donde se convoca un número importante de personas. Esta es la cicletada del ciudadano, no solo de los ciclistas, porque es una manera de recordarle al imperio motorizado que los ciclistas también son parte importante del tráfico. También se manifiestan con la cicletada del último sábado del mes y cicletadas nocturnas, como también hacen manifestaciones en modo de conmemoración y/o velatón por la muerte de ciclistas en accidentes viales, como fue en el caso de Carmen Isla (atropellada por un Transantiago el 8 de febrero de 2007), María Ignacia Romero (víctima de un choque múltiple en el año 2018) y Arturo Aguilera (atropellado por un conductor bajo los efectos del alcohol), a estas manifestaciones se les conoce como Ghost Bike.  Aunque si bien es cierto que el movimiento se extiende a lo largo del país, la afluencia de más gente congregada y el mayor número de cicletadas hasta la fecha, se concentra en la ciudad de Santiago principalmente, lo que es coincidente además con donde se centran la más altas cifras de transporte motorizado.

### Proyecto de Ley
Desde el 2013 que se encuentra ingresado en el Congreso un proyecto de ley que busca a través de la tecnología controlar infracciones de tránsito como exceso de velocidad y gestiones a las pistas de solo bus, sin embargo, es recién en el 2020 con la muerte de tres ciclistas en menos de quince días, que el Gobierno del Presidente Sebastián Piñera decidió dar urgencia a dicho proyecto.

### Manifiesto
Las consignas del movimiento, según su propio manifiesto son: 
1. Ser reconocidos legal y culturalmente como usuarios legítimos de las vías. 
2. Crear un entorno “bicicletudo” seguro, dentro y fuera de las vías. 
3. Educar e informar a todos los usuarios de las vías sobre una actitud responsable 
4. Promover una comunidad más saludable. 
5. Tener instalaciones adecuadas a partir de un estándar vial apropiado. 
6. Dirigir el gasto público eficientemente, hacia el ciclismo, no al Imperio Motorizado Sin Freno (IMOSFRE). 
7. Incrementar la proporción de viajes desde y hacia el trabajo y estudio. 
8. Reducir la tasa de accidentes, eliminando las fuentes de peligro, y/o pacificando el tráfico.